# Manière de voir
Manière de voir est une revue française issue du mensuel Le Monde diplomatique, au sein des publications du Groupe Le Monde, qui paraît tous les deux mois depuis novembre 1987. 

## Diffusion
En 2017-2018, sa diffusion totale payée est de 29 038 exemplaires par numéro. 

## Histoire du titre
Le nom de la publication, Manière de voir, trouve son origine dans le titre d'un éditorial du Monde diplomatique de son directeur Claude Julien publiée en mai 1984 pour le 30e anniversaire du journal dans lequel il revendique l'angle de vue singulier du mensuel pour expliquer son audience internationale : 

« [La] véritable originalité du Monde diplomatique tient à une certaine manière de voir les problèmes mondiaux. Il constate que les puissants ne détiennent certes pas le monopole de la lucidité et de la sagesse ; que les modes intellectuelles coïncident rarement, pour ne pas dire jamais, avec les phénomènes qui modèlent le monde de demain ; que les grands moyens d’information, en submergeant le citoyen sous un flot de nouvelles, le conduisent à des interprétations superficielles ; qu’il ne suffit pas de voir et d’entendre, mais qu’il importe surtout de savoir écouter pour comprendre, au prix d’un effort austère, d’une ascèse de l’esprit toujours en garde contre les multiples sollicitations qui dispersent l’attention et l’entraînent vers des conclusions hâtives, parfois drôlatiques, vite démenties par les faits. »

Fondateur de cette revue, Claude Julien reprend cette formule en 1987 dans l'éditorial du premier numéro de la revue en expliquant l'objectif de cette publication : 

« Il faut découvrir une nouvelle manière de voir, et sans doute aussi une nouvelle manière de dire. Le Monde diplomatique n’a certes pas la prétention d’y avoir réussi, mais il garde l’ambition de tout faire pour tenter d’y parvenir. Rassemblés autour d’un thème central, les articles récemment publiés par Le Monde diplomatique, et au besoin complétés par des inédits, seront plus lisibles et plus faciles à conserver dans la collection de petits ouvrages dont voici le premier volume. »

La revue consacre chacun de ses numéros à un thème emprunté à l'actualité, à la géopolitique ou à l'histoire, concernant une région du monde, un conflit, une question économique, sociale ou culturelle. Ses cent pages se composent d'articles parus dans le mensuel Le Monde diplomatique. Ces articles sont accompagnés de textes inédits et d'une iconographie, d'une cartographie et de chronologies qui renforcent la vocation pédagogique affirmée d'une revue notamment destinée à un public lycéen et étudiant.
Pour le no 123, intitulé : Chine, état critique et coordonné par Martine Bulard, l'universitaire Jean-Louis Rocca considère que son intérêt réside dans la diversité des approches présentées. Manière de voir est remarquée pour traiter largement de l'Asie, sujet peu considéré dans la presse française.
Le numéro d'avril-mai 2004 revient sur les « 50 années qui ont changé notre monde » en publiant 22 articles du Monde diplomatique parus de 1961 à 1995.